# Péter György (közgazdász, 1903–1969)
Péter (Pikler) György (Budapest, 1903. március 30. – Budapest, 1969. január 4.) matematikus, közgazdász, statisztikus, egyetemi tanár, a közgazdaságtudományok doktora (1967). A reformközgazdászok közé tartozott. 1948-tól 1968-ig a Központi Statisztikai Hivatal (KSH) elnöke volt.
Testvére, Ferenc: mérnök; felesége: Pikler Emmi: orvos, írónő; gyermekei: Tardos Anna, Pikler Éva, Péter József, Péter János.
Péter György kiemelkedő szereplője volt a legújabb kori magyar történelemnek, aki sorsával egy meghatározott kelet-közép-európai értelmisége magatartást mintázott meg. Tragikus sorsa a történelmi kudarc ellenére, és tán éppen ezért: emlékezésre és elemzésre méltó.

## Élete
Apja Pikler J. Gyula orvos és szociológus, aki 1887-től a fővárosi Statisztikai Hivatalban dolgozott, annak 1906-tól 1917-ig aligazgatója volt.
Pikler György Bécsben találkozott Emilie Madeleine Reichhel, akivel 1930-ban összeházasodtak, majd Triesztbe (Olaszország) költöztek. A férj ekkor középiskolai matematikatanárként dolgozott.
1932-től részt vett a munkásmozgalomban, 1935-től a Kommunisták Magyarországi Pártjának a tagja. 1936-ban letartóztatták és 15 évi fegyházra ítélték. A második világháború végéig, kilenc évig börtönben és koncentrációs táborban volt.
1945 után Szegeden alpolgármester és városi tanácsos, majd 1948-ig Budapesten az Országos Társadalombiztosítási Intézet vezérigazgatója lett. 1948-ban megbízták a Központi Statisztikai Hivatal irányításával.
1950-ben tanszékvezető egyetemi tanárrá nevezték ki a budapesti Marx Károly Közgazdaságtudományi Egyetemre.
| A statisztika tudományának fejlődése Magyarországon az 1950-es években | A statisztika tudományának fejlődése Magyarországon az 1950-es években |
| --- | ---------------------------------------------------------------------- |
| Az egyetemi oktatás mellett több statisztikai tanfolyam és később három statisztikai középiskola megszervezésére, valamint két tudományos intézet – a Népességtudományi Kutatóintézet és a Gazdaságkutató Intézet – létrehozására került sor, továbbá 1958-ban – Európában másodikként – tudományos folyóirat is indult Demográfia címmel. |                                                                        |

Az 1956-os forradalom után revizionistának tekintették, de nem váltották le. 1963-tól Nyers Rezső munkatársa a gazdasági mechanizmus reformjában.
1964-től a Közgazdaságtudományi Egyetem címzetes egyetemi tanára.
Homályos érmecsempészési ügybe keverték, s bár bűncselekményt nem követett el, 1968. decemberében őrizetbe vették. Ekkor szívproblémákkal a Belügyminisztérium kórházában tartották fogva, ott hunyt el tragikus körülmények között, állítólag öngyilkos lett.
Péter György a temetetlen halottak közé tartozik, aki – noha 1969-ben halt meg – nem kapta meg az intellektuális és erkölcsi végtisztességet.

## A Központi Statisztikai Hivatal vezetőjeként
Péter György nevéhez fűződik a KSH átszervezése, a korábbi statisztikai szemlélet és gyakorlat megváltoztatása. Hivatali tevékenysége során első nagy feladata az 1949. évi népszámlálás végrehajtása volt. Az 1960. évi népszámlálásnak már az előkészítése és a végrehajtása is az ő vezetésével történt. Ennek a népszámlálásnak a szervezési, végrehajtási és feldolgozási tervei az 1970. és 1980. évi népszámlálási programok kidolgozásához is alapul szolgáltak.
Vezetői tevékenységének első éveiben kifejlesztette a központi tervgazdálkodás és tervutasításos irányítási rendszer statisztikai bázisát, az államosított vállalatok gazdasági tevékenységének teljes körű, gyakori és részletes megfigyelését az iparban és a gazdaság többi termelő ágazatában.
Irányításával került sor a nemzetijövedelem-számítás megszervezésére, majd később egy tágabb koncepciójú népgazdasági mérlegrendszer bevezetésére, amely az anyagi termelés mellett a szolgáltatásokat is felölelte, és felépítése folytán alkalmas volt többirányú nemzetközi összehasonlítások elvégzésére is.
Az életszínvonal-számítások továbbfejlesztését jelentette ebben az időszakban a lakosságon belüli jövedelmi különbségek rendszeres bemutatása, valamint a már 1949-ben megindított háztartás-statisztika.
Jelentős hangsúlyt helyezett az elemző értékelésekre, amelyek a társadalmi-gazdasági folyamatok problematikus kérdéseit vizsgálták. Támogatta a részvételt a különböző nemzetközi statisztikai tudományos intézményekben és munkálatokban, így a lakosság fogyasztásának országok közötti összehasonlításában.
A Központi Statisztikai Hivatal elnökeként felismerte az ötvenes években keletkezett gazdasági problémákat, és hamarosan közzétette gondolatait a Társadalmi Szemlében. A Közgazdasági Szemlében pedig összegezve megfogalmazta, hogy olyan gazdasági rendszerre van szükség, amely a vállalatok önállóságára és felelősségére épít. Később eljutott a tényleges nyereségérdekeltség és a piac szerepének a felismeréséhez is.

## Fontosabb művei
- Általános statisztika (egyetemi tankönyv, Budapest, 1952)
- A szocialista statisztikáról (Rédei Jenővel, Budapest, 1954)
- A gazdaságosság és a jövedelmezőség jelentősége a tervgazdálkodásban (Budapest, 1956)